# Lawy poduszkowe w Bolkowie
Lawy poduszkowe w Bolkowie – stanowisko law poduszkowych (ang. pillow lava) położone w południowo-wschodniej części miasta Bolków (województwo dolnośląskie, powiat jaworski), nieopodal drogi wojewódzkiej 327, niedaleko stacji paliw. Jest to rodzaj lawy powstałej w wyniku podwodnej erupcji wulkanicznej na dnie pradawnego oceanu. Lawa ta przybiera formy bochenków lub poduszek, skąd ich nazwa. Występowanie law poduszkowych w Bolkowie, jak i innych miejscach na terenie Krainy Wygasłych Wulkanów (obszar Pogórza i Gór Kaczawskich), jest w skali Polski unikatowe.  

## Powstanie
Lawy poduszkowe powstają w wyniku gwałtownego stygnięcia lawy podczas podwodnych erupcji wulkanicznych. W takich warunkach lawy te w szybkim tempie ulegają rozkładowi, tworząc utwory spłaszczone, spowodowane wysokim ciśnieniem i szybkich ochładzaniem w zetknięciu z wodą morską. Lawa wskutek ochładzania twardnieje, ale jej środek pozostaje gorący i płynny. Pękająca zewnętrzna skorupa zastygniętych brył powoduje, że z ich wnętrza wydostają się kolejne porcje płynnej lawy, która znowu podlega szybkiemu stygnięciu. Proces taki może powtarzać się wielokrotnie.
Lawy poduszkowe w Bolkowie uformowały się na początku ery paleozoicznej (ordowik, sylur), około 400–500 mln lat temu. Późniejsze procesy geologiczne spowodowały przeobrażenie tych skał wulkanicznych. Dzięki temu powstały zieleńce i łupki zieleńcowe, które budują wschodnią część struktury geologicznej określanej jako metamorfik kaczawski.

## Kiedyś i dziś
Uprzednio na tym terenie znajdował się kamieniołom, w którym wydobywano zieleńce. W trakcie eksploatacji odsłonięta została partia zieleńców ze strukturami lawowymi – poduszkami. Są one dobrze widoczne w zachodniej części wyrobiska, w strefie kilkudziesięciu metrów. Z inicjatywy Towarzystwa Miłośników Bolkowa w 2022 r. na terenie kamieniołomu utworzono geopunkt Geoparku Krainy Wygasłych Wulkanów. Zarośnięte i zaśmiecone wyrobisko uporządkowano i postawiono w nim tablicę informacyjną. Urządzono tu także miejsce odpoczynku.  

## Występowanie
Lawy poduszkowe poza opisywanym stanowiskiem znajdują się także w środkowej części Bolkowa, nieopodal Zamku Bolków, a także na Pogórzu Kaczawskim (np. w Wąwozie Myśliborskim) oraz w innych miejscach na terenie metamorfiku kaczawskiego (okolice Wlenia i Lubiechowej). 